# 증도 우전리 팽나무
증도 우전리 팽나무는 전라남도 신안군 증도면 우전리에 있는, 해풍을 먹고 마을 어귀 도로가에 자리잡은 520여세의 팽나무이다. 2009년 12월 16일 신안군의 향토유적 제3호로 지정되었다.